# Hirundo angolensis
La rondine angolana (Hirundo angolensis Barboza du Bocage, 1868) è un piccolo uccello passeraceo della famiglia delle rondini.
Misura circa 15 cm e pesa dai 16 ai 19 g. Il piumaggio della fronte, della gola e della parte superiore del petto è di colore castano rossiccio. La corona e le parti superiori sono di un blu. Le piume della coda e delle ali sono nere, queste ultime con la parte inferiore bianche.
La loro dieta consiste in una ampia varietà di insetti. Possono nutrirsi da soli o in branchi ed emettere un debole cinguettio.